# Капібарібі (річка)
Капібарібі (порт. Rio Capibaribe) — річка у бразильському штаті Пернамбуку. Її назва походить з мови тупі та означає «річка капібар». Річка починається в гірському ланцюгу Серра-да-Жакарара на межі муніципалітетів Жатауба і Посан та зливається з річкою Беберібі в центрі міста Ресіфі безпосередньо перед впадінням в Атлантичний океан.